# Volleyballhalle im Olympiapark
Die Volleyballhalle im Olympiapark war eine Sporthalle in München, die für die Olympischen Spiele 1972 erbaut und im Jahr 2018 abgerissen wurde.

## Geschichte
Am 18. April 1969 wurde der Bau der Volleyballhalle beschlossen. Bereits im Juli 1969 begannen die Bauarbeiten für die Halle, die Teil der Zentralen Hochschulsportanlage wurde. Ende 1970 wurde der Rohbau fertiggestellt und im Juli 1972 war die Halle fertiggestellt.
Für die Olympischen Spiele wurde der Boden um 3,5 Meter herabgesenkt, weshalb die Halle 12,50 Meter hoch war. Durch den hierdurch gewonnenen Platz wurden zwei provisorische Tribünen errichtet, die sich an den Seitenlinien des Spielfeldes befanden. Insgesamt hatte die Volleyballhalle eine Kapazität von 3.700 Plätzen. Zudem verfügte die Sportstätte an der Nordseite über eine provisorische Aufwärmhalle mit zwei Spielfeldern.
Nach den Olympischen Spielen wurde der Boden wieder angehoben und somit die Höhe auf 9 Meter reduziert. Außerdem wurde die Halle durch eine Trennwand geteilt, wodurch zwei Hallen mit einer Größe von 28 × 56 Meter entstanden.
Am 16. Mai 2018 erfolgte der Spatenstich zum Neubau der Zentralen Hochschulsportanlage, wodurch auch die Volleyballhalle abgerissen wurde.